# Авон-ла-Пез
Аво́н-ла-Пез (фр. Avon-la-Pèze) — коммуна во Франции, находится в регионе Шампань — Арденны. Департамент — Об. Входит в состав кантона Марсийи-ле-Эйе. Округ коммуны — Ножан-сюр-Сен.
Код INSEE коммуны — 10023.
Коммуна расположена приблизительно в 110 км к юго-востоку от Парижа, в 85 км юго-западнее Шалон-ан-Шампани, в 33 км к западу от Труа.

## Население
Население коммуны на 2020 год составляло 193 человек.
| 1962 | 1968 | 1975 | 1982 | 1990 | 1999 | 2008 | 2020 |
| ---- | ---- | ---- | ---- | ---- | ---- | ---- | ---- |
| 113  | 135  | 108  | 115  | 114  | 118  | 171  | 193  |

## Экономика
В 2007 году среди 96 человек в трудоспособном возрасте (15—64 лет) 75 были экономически активными, 21 — неактивными (показатель активности — 78,1 %, в 1999 году было 72,7 %). Из 75 активных работали 68 человек (39 мужчин и 29 женщин), безработных было 7 (3 мужчины и 4 женщины). Среди 21 неактивных 7 человек были учениками или студентами, 8 — пенсионерами, 6 были неактивными по другим причинам.

## Фотогалерея

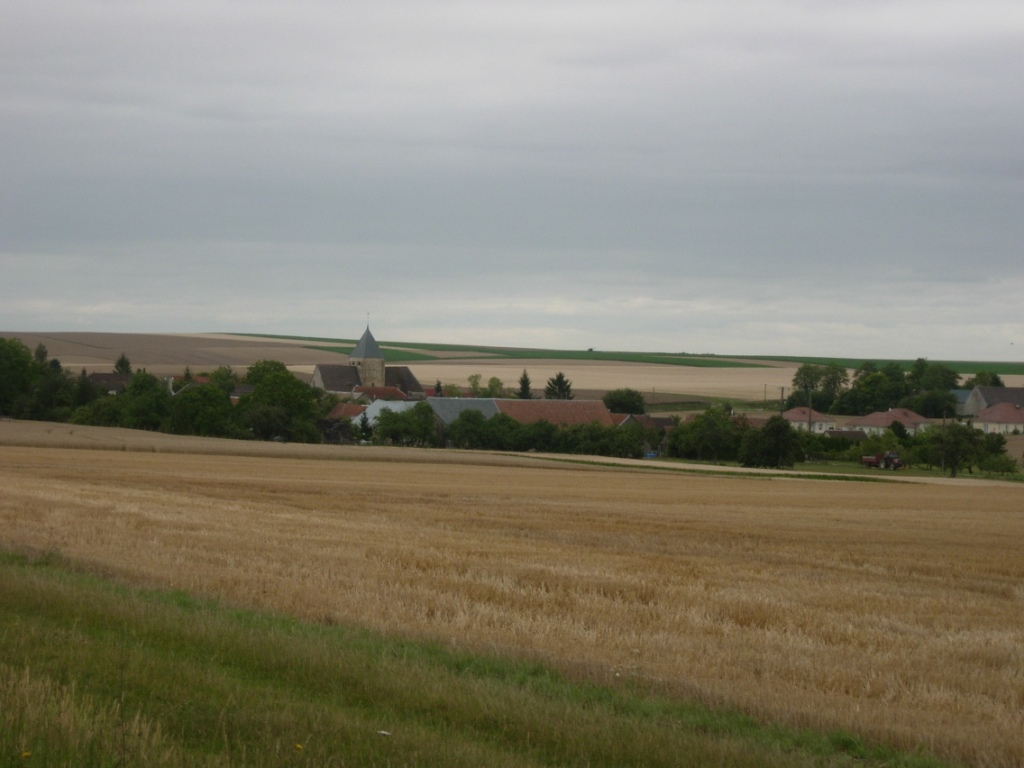
Авон-ла-Пез
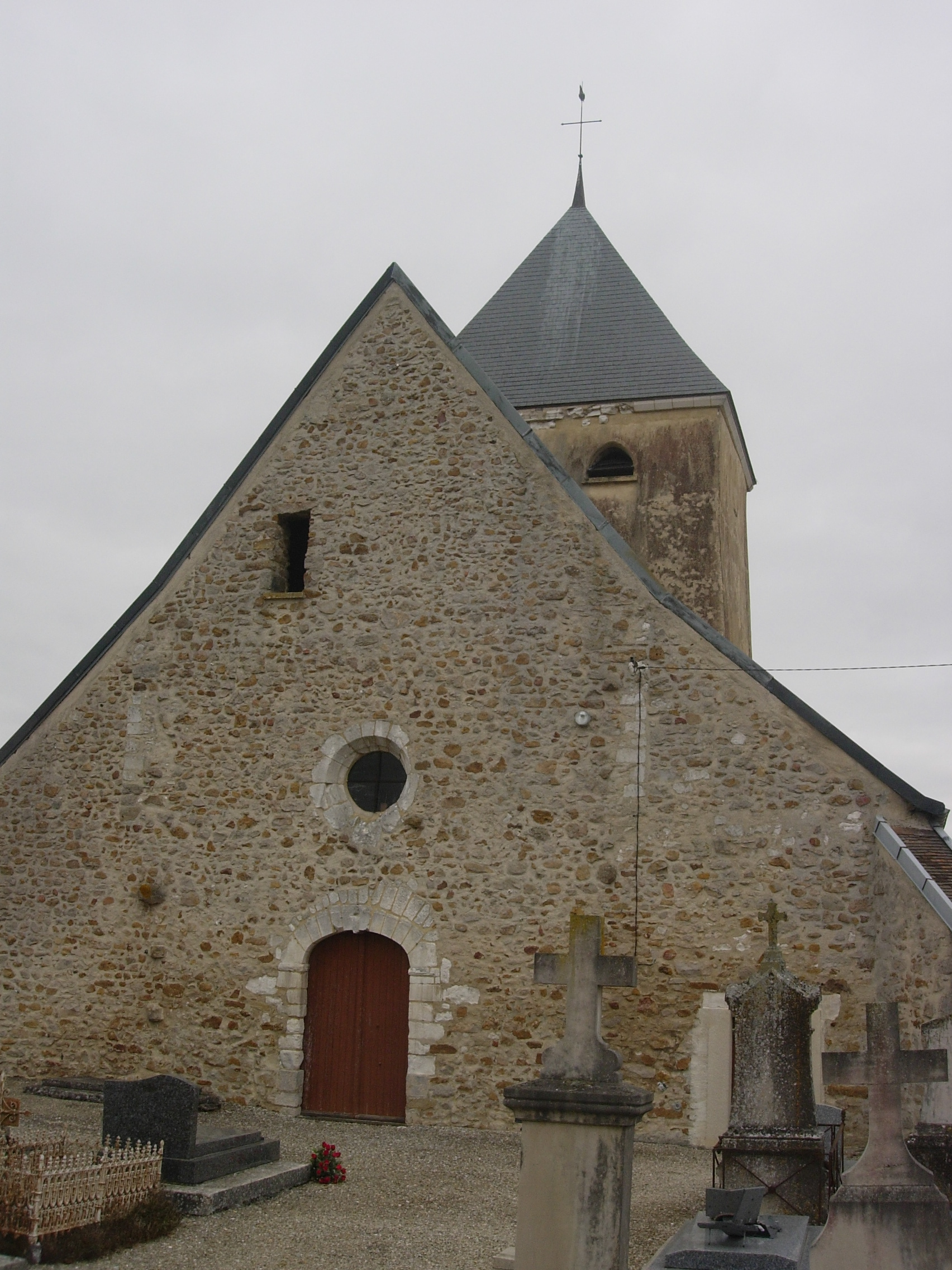
Церковь Св. Петра в оковах
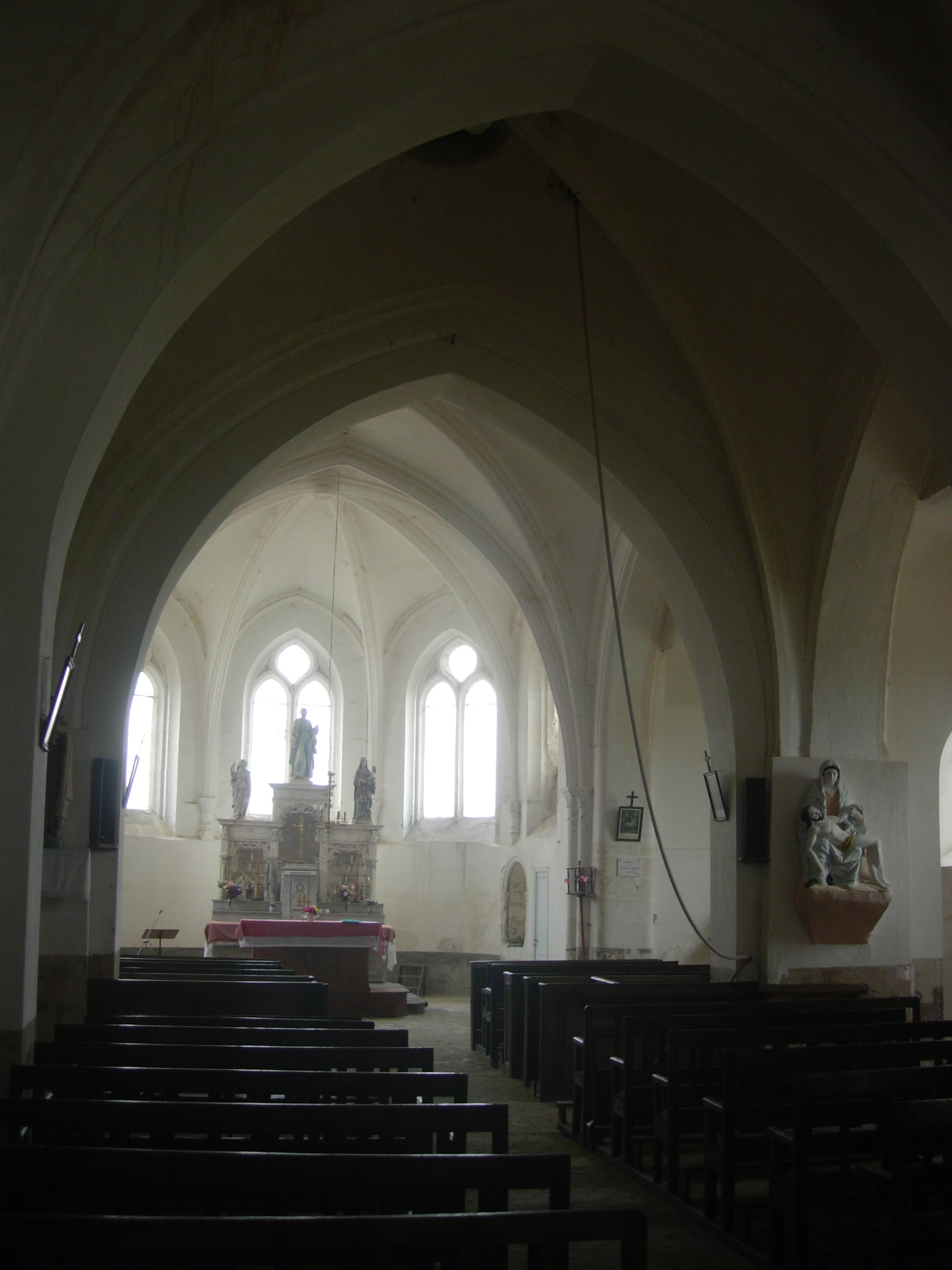
Интерьер церкви Св. Петра в оковах
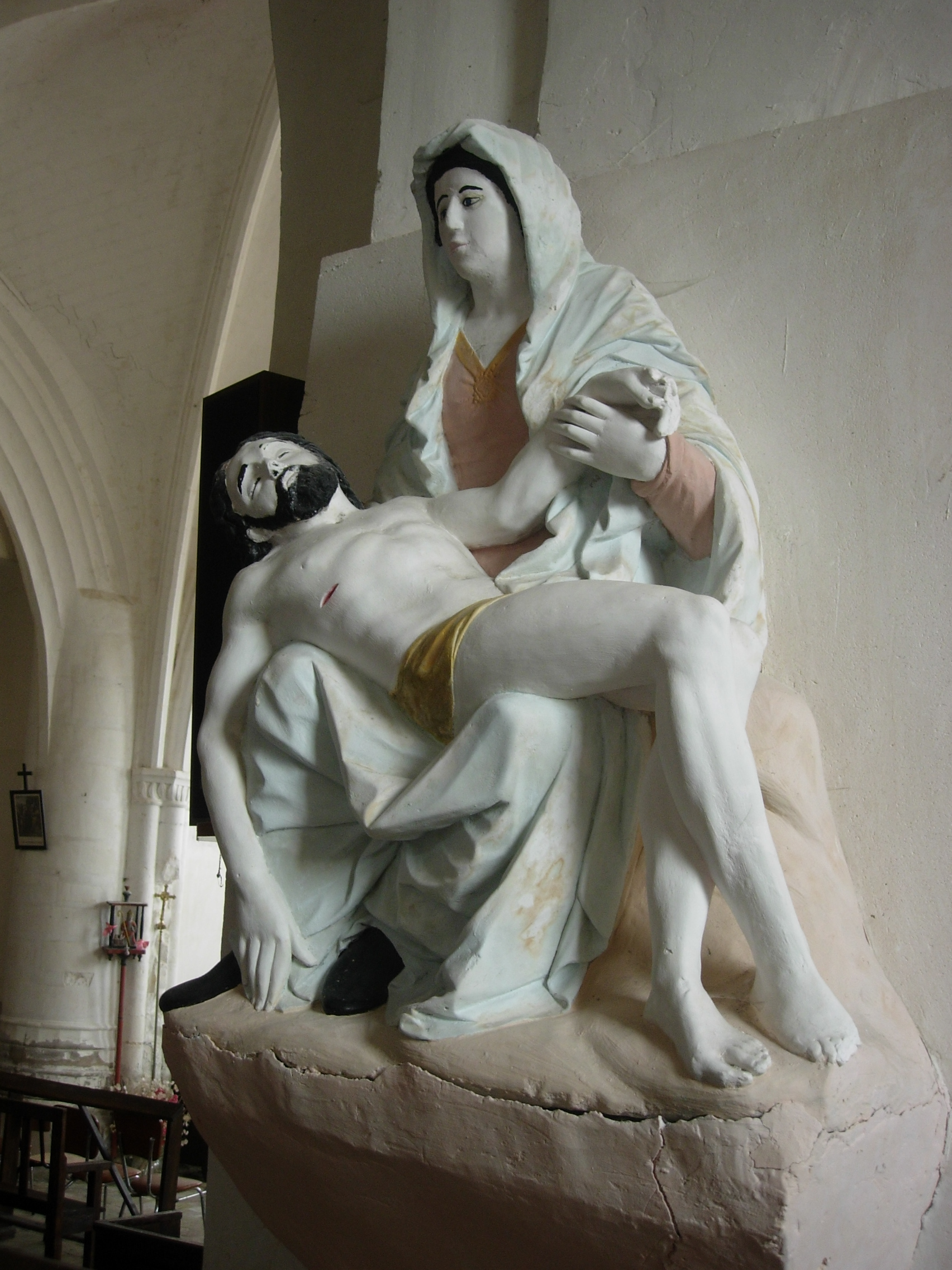
Пьета